# Ласкорай
Ласкорай (сомал. Laasqoray, араб. لاسقُرَى‎) — исторический прибрежный город в провинции Санаг, Хатумо, Сомали..

## История
В марте 2014 года президент Сомалиленда Ахмед Силаньо, вместе с делегацией, в которую входил тогдашний министр здравоохранения Сулейман Хаглотосие, посетил город. Во время визита было объявлено о восстановлении промышленности Ласкорая, в том числе его знаменитой фабрики по производству тунца, а также о запланированном строительстве больницы в городе.

## Транспорт

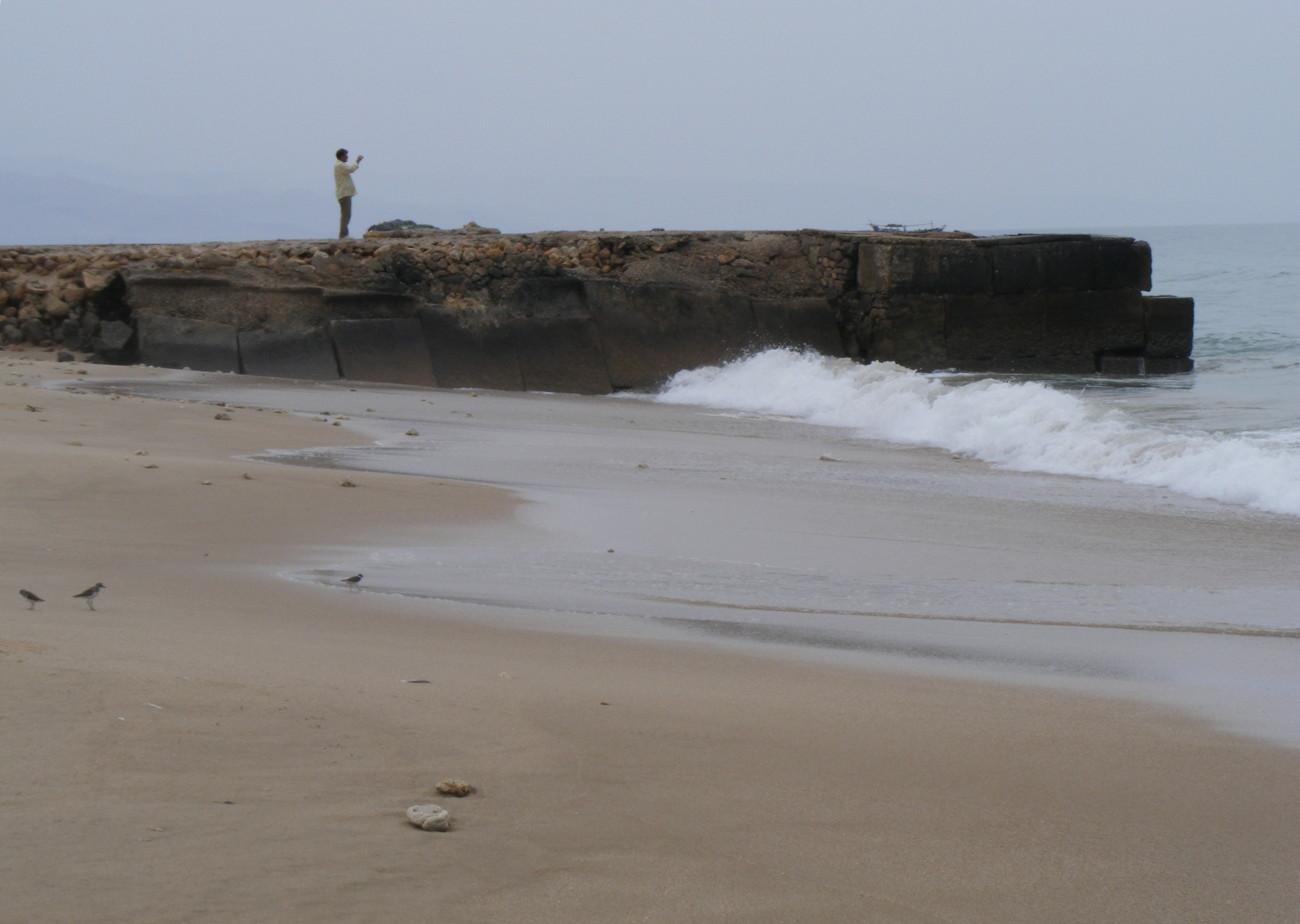
Морской порт

В Ласкорае находится морской порт.

## Демография
По состоянию на 2002 год население Ласкорая составляет около 2000 человек.

## Экономика
Ласкорай долгое время был экспортёром домашнего скота, рыбы, продуктов и ладана. В сам город импортировали рис, пшеницу, сахар, одежду и т. д. В 1970 году правительство Сомали построило консервный завод с причалом для рыбацких лодок, и это стало основной отраслью промышленности в Ласкорае. Помимо тунца, на экспорт идут и акульи плавники. Вследствие гражданской войны в Сомали (1998—н. в.) завод был закрыт. В 2001 году он вновь открылся, но вскоре снова был закрыт.